# 信武里府
信武里府（皇家轉寫：Changwat Sing Buri，泰語發音：[t͡ɕāŋ.wàt sǐŋ būrīː]）是泰國中部的一個府。

## 歷史
信武里府以前包括信武里、因武里及蓬虹武里，由拉瑪五世將上述三城合而為一，降為縣城，另建一城遷至昭拍耶河東畔，命名為「信武里府」。

## 地理
- 信武里府的面積約為822平方公里，距首都曼谷約為142公里。其疆域北連猜納府及那空沙旺府；南界紅統府；東毗華富里府；西瀕素攀武里府及猜納府。
- 信武里府的大部份為低窪平原，有縱橫交錯的港汊，良田萬頃，水產豐富。

## 行政
信武里府行政區共分為6縣；再分成43區；最後細分成363村。
| \| # \| 中文名 \| 泰文名 \| 英文名 \| \| - \| ---------------------- \| ---------- \| ---------------- \| \| 1 \| 信武里府治县（英语：Amphoe Mueang Sing Buri） \| เมืองสิงห์บุรี \| Mueang Sing Buri \| \| 2 \| 邦拉占县（英语：Amphoe Bang Rachan） \| บางระจัน \| Bang Rachan \| \| 3 \| 开邦拉占县（英语：Amphoe Khai Bang Rachan） \| ค่ายบางระจัน \| Khai Bang Rachan \| \| 4 \| 蓬武里县（英语：Amphoe Phrom Buri） \| พรหมบุรี \| Phrom Buri \| \| 5 \| 塔昌县（英语：Amphoe Tha Chang, Sing Buri Province） \| ท่าช้าง \| Tha Chang \| \| 6 \| 因武里县（英语：Amphoe In Buri） \| อินทร์บุรี \| In Buri \| |              |            |                  |
| # | 中文名       | 泰文名     | 英文名           |
| 1 | 信武里府治县 | เมืองสิงห์บุรี  | Mueang Sing Buri |
| 2 | 邦拉占县     | บางระจัน    | Bang Rachan      |
| 3 | 开邦拉占县   | ค่ายบางระจัน | Khai Bang Rachan |
| 4 | 蓬武里县     | พรหมบุรี     | Phrom Buri       |
| 5 | 塔昌县       | ท่าช้าง      | Tha Chang        |
| 6 | 因武里县     | อินทร์บุรี     | In Buri          |

## 名勝古蹟
- 挽拉曾陣營公園和英雄紀念碑：建於1976年7月29日，鑄有紀念當年抗擊緬甸殉難的11名村民領袖的銅像。
  - 哇坡九頓寺(又名：紅樹寺)：位於挽拉曾陣營公園附近，寺裡有探措高僧雕像、聖水池及9株紅色的菩提樹。
- 乍史臥佛寺：位於信武里直轄縣，寺內有一尊著名的特大臥佛像，建於大城時代。
- 因武里國家博物館：位於因武里縣，內有很多文物古董，附近有一寺廟，其門窗有美麗浮雕。
- 哇披功湯寺：位於他蒼縣，內有泰國最大的坐佛像，環境清靜，為坐禪的好去處。
- 哇那拍它寺(又名：城頭寺)：位於信武里直轄縣，建於古時高棉族統治時期，為高棉族建築藝術風格。
- 哇沙旺阿隆寺：位於信武里直轄縣，寺內有很多的佛像塑像，且收藏有全泰國最完整的300多齣大皮影戲。
- 哇拍邦塔：位於挽拉曾縣，建於大城時代，塔高60公尺，底寬20公尺，內有仿造佛陀足印，另尚有3至4個大型燒陶瓷的窯灶。